# Pantan Reduk (Linge)
Pantan Reduk is een bestuurslaag in het regentschap Aceh Tengah van de provincie Atjeh, Indonesië. Pantan Reduk telt 275 inwoners (volkstelling 2010).